# Metasphenisca pallidifemur
Metasphenisca pallidifemur es una especie de insecto del género Metasphenisca de la familia Tephritidae del orden Diptera.

## Historia
Albany Hancock la describió científicamente por primera vez en el año 1991.